# 洞桥 (海曙区文物保护单位)
29°46′38.804″N 121°23′3.566″E / 29.77744556°N 121.38432389°E
洞桥位于中国浙江省宁波市海曙区洞桥镇洞桥村桥街自然村与下段自然村之间南塘河上，桥梁始建于宋建隆元年，目前的桥梁修建于清代。2007年9月，洞桥被公布为鄞州区文物保护单位。因宁波市行政区划调整，洞桥于2018年12月被公布为海曙区文物保护单位。

## 桥梁形制
洞桥为单墩双孔木廊桥，全长24.43米，桥宽6.31米。桥面上共有抬梁结构，南北进深五架梁，前后双步的七间廊屋。桥南北二堍建有四柱硬山顶凉亭，和廊桥主体相接，现北侧桥亭为洞桥村老年活动室。廊桥整体为单檐悬山顶建筑，因为远看洞桥如同河上的楼台，故桥上有楹联曰：舟楫频摇波底月，楼台倒影水中天。
洞桥桥墩厚3米，宽7米，为船型，迎水面为分水尖，以此减小洪水季节水流冲击影响。